# Meta-Chlorperbenzoesäure
meta-Chlorperbenzoesäure, oft kurz als mCPBA (englisch m-chloroperoxybenzoic acid) oder MCPBA bezeichnet, ist eine Peroxycarbonsäure.

## Gewinnung und Darstellung
meta-Chlorperbenzoesäure kann durch Umsetzung von 3-Chlorbenzoylchlorid (m-Chlorbenzoylchlorid) mit Wasserstoffperoxid in Gegenwart von Magnesiumsulfat und wässriger Natronlauge in Dioxan sowie anschließendes Ansäuern mit verdünnter Schwefelsäure hergestellt werden.

## Eigenschaften
Wie alle Peroxycarbonsäuren wirkt sie stark oxidierend. Die Verbindung ist thermisch instabil. Eine DSC-Messung zeigt ab 91 °C stark exotherme Zersetzung mit einer Wärmetönung von −1975 J·g−1 bzw. −340,8 kJ·mol−1.
mCPBA mit einem Gehalt von etwa 75 % ist als Gemisch mit Wasser und 3-Chlorbenzoesäure kommerziell erhältlich. In dieser Mischung hat sich mCPBA als ungefährlich erwiesen, während die reine Persäure explosiv ist und empfindlich auf Schlag und größere Drücke oder Scherkräfte reagiert. Die Persäure kann aus diesem Gemisch durch Waschen mit einem leicht basischen Puffer und anschließendes Trocknen gereinigt werden. Persäuren sind weit weniger sauer als die eigentliche Carbonsäure, sodass Letztere bei dem Waschprozess entfernt werden. Die so aufgereinigte Persäure muss bei niedriger Temperatur in einem Kunststoffgefäß aufbewahrt werden.

## Verwendung
mCPBA wird in der organischen Chemie für Oxidationsreaktionen benutzt. Das Hauptanwendungsgebiet liegt bei Reaktionen wie der Baeyer-Villiger-Oxidation, der Epoxidierung von Alkenen (Prileschajew-Reaktion), der Oxidation von Sulfiden zu Sulfoxiden oder Sulfonen sowie von Aminen zu Amin-N-oxiden. Die sichere und einfache Handhabung macht mCPBA häufig zum Reagenz der Wahl.
mCPBA ist sehr gut in Dichlormethan löslich. Epoxidierungen von Alkenen werden vorzugsweise bei Raumtemperatur in diesem Lösungsmittel ausgeführt, die freiwerdende m-Chlorbenzoesäure ist unlöslich in Dichlormethan.
Das Addukt von meta-Chlorperbenzoesäure und Kaliumfluorid wird als Camps-Reagenz bezeichnet und kann im Gegensatz zu reinem mCPBA verwendet werden, um in Pyranringen die Positionen 2 und 3 überbrückende Epoxide herzustellen. F. Camps beschrieb dieses Reagenz erstmals 1982.